# Rita Faltoyano
Rita Faltoyano (Budapest, 5 de agosto de 1978) es una actriz pornográfica y modelo húngara retirada. Ha rodado más de 500 películas desde que debutó en el año 2000. Fue la ganadora del Premio AVN a la artista femenina extranjera del año en 2003.

## Biografía

### Inicios
Rita Faltoyano pasó la mayor parte de su infancia en el caserío de sus abuelos, situado a unos 120 km de Budapest. Durante ese periodo de su vida, Rita (que sufría especial aversión por los estudios), tenía una única obsesión: los deportes. Equitación, natación (3 veces campeona nacional júnior), y atletismo eran sus favoritos.
A los 18 años, y animada por sus padres, comenzó a presentarse en concursos de belleza, obteniendo la victoria en algunos y buenas clasificaciones en otros, no en balde, su madre fue Miss Hungría en el año 1974. Su primera aparición como modelo de desnudos fue en la edición francesa de la revista Playboy.

### Carrera como actriz porno

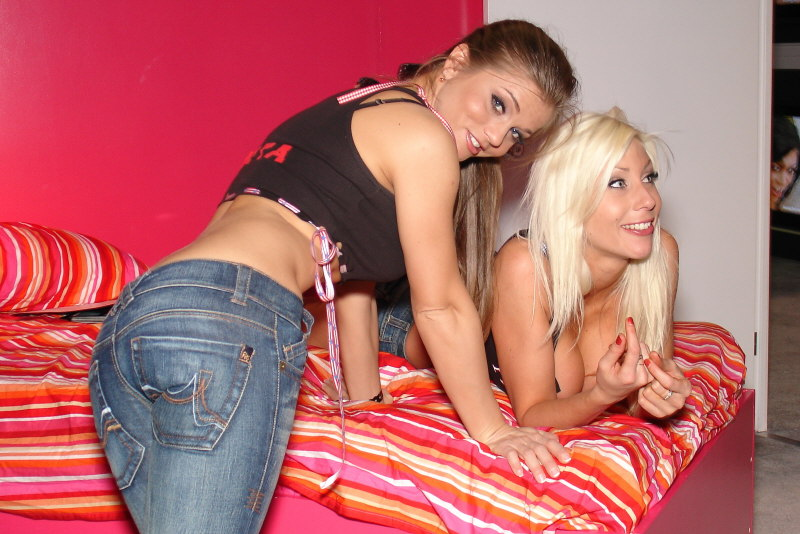
Rita Faltoyano junto a Puma Swede en 2007.

Tras ser descubierta en uno de estos concursos, un agente la contactó y le propuso intervenir en la película de Pierre Woodman No sun no fun, que iba a rodarse en tierras caribeñas. Rita aceptó. Debuta así en el año 2000.
A partir de 2002 empezó a trabajar para Private, protagonizando algunos de los títulos más importantes de la productora como Gladiator (2002), Faust The Power Of Sex (2002) o Cleopatra (2003).
Lanzada su carrera en Europa (en el 2003, logra el Premio AVN a la mejor actriz europea) a Rita Faltoyano se le abrieron las puertas de los mejores estudios pornográficos de los Estados Unidos como Wicked, Vivid, Digital Playground o Ninn Work. De esta forma, y especialmente desde el 2005 fue frecuente ver a la actriz rodar en producciones norteamericanas. Tal fue el caso de Camp Cuddly Pines Power Tool Massacre (2005), Jack's Playground 30 (2005), My Plaything: Rita Faltoyano (2005), Grudge (2006), Double Penetration 4 (2007) o Playgirl: Like Lovers Do (2008).

## Vida personal
Rita contrajo matrimonio en el 2005 con el también actor porno Tommy Gunn. Se divorciaron en el 2007.

## Premios y galardones

### Galardones en concursos de belleza
- 1996 Costa Brava concurso Bikini Contest.
- 1999 Miss Budapest concurso de belleza.
- 1999 Miss Playa Croacia.
- 2000 Miss Hungría del este concurso de belleza (segunda).
- 2001 Miss Busty Holanda.
- 2002 Río de Janeiro Miss Playa concurso de belleza.

### Premios como actriz porno
- 2002 Venus (Alemania) - Mejor actriz de Europa del Este
- 2002 Festival Internacional de Cine Erótico de Barcelona (FICEB) - Mejor Actriz por Faust: The Power of Sex
- 2003 Premios AVN Mejor actriz extranjera del año.
- 2004 Festival Internacional de Cine Erótico de Barcelona (FICEB) - Categoría: Mejor escena lésbica - Las reinas de la noche con Katsuni

## Filmografía parcial
Nota: La filmografía completa y actualizada es consultable en los enlaces que figuran en la ficha de la actriz
- Movie Title
- 110 % Natural 3 (2002)
- Absolute Ass 4
- Anal Brat
- Anal Excursions 2 (2005)
- Anal Expo 1
- Anal Porn Party
- Anal Prostitutes On Video 3
- Anal Strike
- Anal Trainer 9
- Angelmania 4
- Anything You Want
- Apprentass 1
- Apprentass 3
- Ass Breeder 2
- Ass Obsessed 2
- Assault That Ass 4
- Assman 15
- Big Tit Patrol 2
- Black Lace And White Lies
- Body Shots
- Brides And Bitches
- Busty Fuckers
- Butter Bags
- Camp Cuddly Pines Power Tool Massacre
- Chasing The Big One 26
- Christophe's Best Big Natural Breasts
- Cleopatra 1
- Color Sex
- Contacts
- Control 1
- Cravin' Anal
- Cream Of The Crop
- Cream Pie Initiations 1
- Emerald Rain
- End Game
- Enjoy 1
- Erica
- Fallen Angel (2003)
- Gaper Maker 4
- Girls Of Amateur Pages 2
- Gladiator 1
- Gladiator 2
- Gladiator 3
- Golden Girls
- Goo 4 Two
- Grudge
- Hellcats 3
- Hey Babe, Nice Tits
- Hustler Casting Couch X 2 (2003)
- Hustler XXX 2
- Intimate Treasures
- Jack's My First Porn 2
- Jack's Playground 12
- Jack's Playground 30
- Journal de Pauline
- Krystal Therapy
- Lewd Conduct 24
- Liar
- Love Sick
- Matador 12: Avalanche 2
- Matador 15: Sex Tapes
- Measure For Measure
- Melanie's School Of Sex
- Memoirs Of A Foot Fetist
- Nursing Angels (2012)
- Obedience School
- Off the Rack 1
- Pickup Lines 64
- Pirate Deluxe 14: Splendor Of Hell
- Pirate Fetish Machine 11: Fetish Recall
- Playing Dirty
- Pleasure
- Pleasure Island
- Pleasures Of The Flesh 2
- Pole Position 3
- Posh Kitten
- POV Fantasy 1
- Precious Pink 4
- Private Cafe 2
- Private Reality 11: Singularity
- Private Reality 2: Pure Pleasure
- Private Reality 4: Just Do It To Me
- Private Story Of Mia Stone
- Private Xtreme 5: Anal Agency
- Pussy Foot'n 13
- Pussy Party 15
- Rocco's True Anal Stories 15
- Rock Hard
- Sex And Revenge 2
- She Swallows
- Size Queens 2
- Ski Bitch
- Slick Chicks Black Dicks
- Sodomania 42
- Sold
- Start Me Up
- Swallow Me POV 3
- Taboo Fantasy Fetish
- The Show Must Go On (2003)
- Three For All 3
- Up Your Ass 14
- Video Adventures Of Peeping Tom 32
- Voyeur 20
- Wet Dreams Cum True 2
- What's A Girl Gotta Do
- Who Wants To Fuck A Millionaire
- Winner Takes All